# Alcis sodorensium
Alcis sodorensium är en fjärilsart som beskrevs av Bevan S. Weir 1881. Alcis sodorensium ingår i släktet Alcis och familjen mätare. Inga underarter finns listade i Catalogue of Life.